# Placówka Straży Granicznej II linii „Kolno”
Placówka Straży Granicznej II linii „Kolno” – jednostka organizacyjna Straży Granicznej pełniąca służbę wywiadowczą na granicy polsko-niemieckiej w okresie międzywojennym.

## Formowanie i zmiany organizacyjne
Rozporządzeniem Prezydenta Rzeczypospolitej Polskiej Ignacego Mościckiego z 22 marca 1928 roku, do ochrony północnej, zachodniej i południowej granicy państwa, a w szczególności do ich ochrony celnej, powoływano z dniem 2 kwietnia 1928 roku Straż Graniczną.
Rozkazem nr 1 z 12 marca 1928 roku w sprawach organizacji Mazowieckiego Inspektoratu Okręgowego Naczelny Inspektor Straży Celnej gen. bryg. Stefan Pasławski określił strukturę organizacyjną komisariatu SG „Kolno”. Placówka Straży Granicznej II linii „Kolno” znalazła się w jego strukturze. Placówka wystawiała posterunki wywiadowcze Lachowo, Zabiele i Nowogród.
Rozkazem Mazowieckiego Inspektora Okręgowego nr 9 z 25 lipca 1928 zorganizowano posterunek informacyjny „Turośl” i przydzielono go etatowo do placówki SG II linii „Kolno”.
Z dniem 20 maja 1932 zniesiony został posterunek SG „Zabiele” i „Lachowo”.
Z dniem 1 października 1932 zniesiony został posterunek SG „Rydzewo”.
Jesienią 1932 utworzony został posterunek SG „Kozioł”.
Z dniem 30 listopada 1933 został zniesiony posterunek SG „Nowogród”.
Z dniem 1 marca 1934 został zniesiony posterunek SG „Kozioł”.
Z dniem 1 czerwca 1934 został utworzony posterunek SG „Ostrołęka”.

## Kierownicy/dowódcy placówki
| stopień          | imię i nazwisko   | okres pełnienia służby | kolejne stanowisko |
| ---------------- | ----------------- | ---------------------- | ------------------ |
| przodownik       | Marian Marczyński | IX 1928 –              |                    |
| starszy strażnik | Paweł Onukowicz   |                        |                    |
| przodownik       | Wacław Kański     | 7 I 1936 -             |                    |
| przodownik       | Edmund Kawacki    |                        |                    |
| przodownik       | Adam Hrobociński  | po 1937                |                    |